# Xian de Lishui
Pour les articles homonymes, voir Lishui (homonymie).
Le xian de Lishui (溧水县 ; pinyin : Lìshuǐ Xiàn) est un district administratif de la province du Jiangsu en Chine. Il est placé sous la juridiction de la ville sous-provinciale de Nankin (Nankin).

## Démographie
La population du district était de 403 519 habitants en 1999.